# Riparo sotto roccia

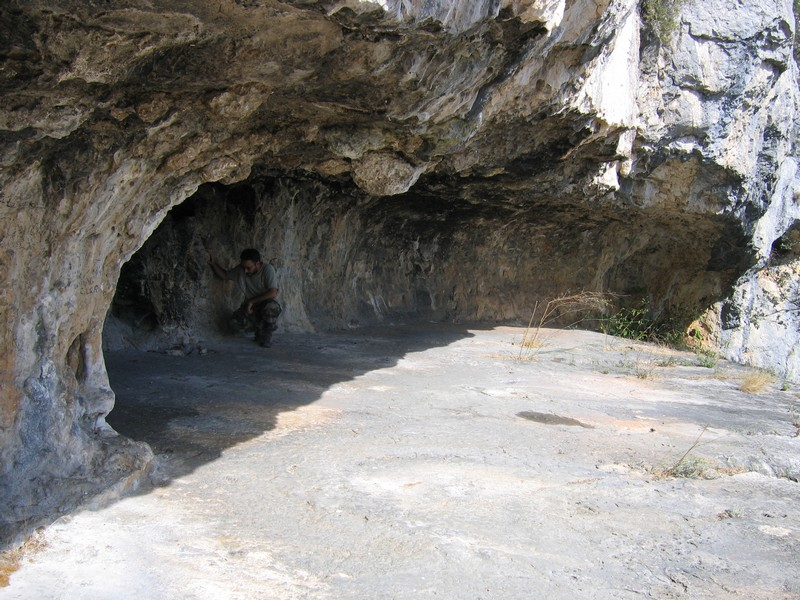
Riparo sotto roccia di Thaurac, a Saint-Bauzille-de-Putois, nell'Hérault

Con riparo sotto roccia o riparo sottoroccia si indica una cavità naturale poco profonda presente in una parete rocciosa. 

## Caratteristiche
La cavità si forma di solito alla base della roccia perché è la zona della roccia maggiormente fredda e umida, e più sensibile ai fenomeni crioclastici. Tali ripari sono particolarmente diffusi nei massicci calcarei, in contesto carsico, dove sono stati scavati nel corso dei millenni per gelifrazione (erosione per gelo e disgelo) e/o per erosione chimica (dissoluzione). Si trova anche, ma più raramente, in altri tipi di rocce, in particolare nelle rocce vulcaniche ( basalti per esempio). 
Queste cavità naturali, protette dalla sporgenza della roccia, sono state utilizzate fin dall'antichità come ripari. Nella Preistoria, inoltre, i ripari sotto roccia sono stati scelti come luoghi di predilezione per la creazione di pitture rupestri, in quanto particolarmente adatti per essere visibili alla luce del giorno ma protetti dai danni atmosferici. In epoche più recenti vari ripari sotto roccia, in particolare in zone montane, sono stati adibiti da pastori e agricoltori a insediamenti temporaneo ad uso di magazzino o per il ricovero temporanei del bestiame, con denominazioni locali quali balma o barma. Sempre in contesto montano questo tipo di struttura può diventare importante per per dare riparo a alpinisti ed escursionisti.

## Formazione
I ripari sotto roccia possono formarsi in tre modi principali:

Tipi di formazione di ripari sotto roccia
Crioclastismo (azione del gelo)
Sezione di una galleria carsica
Erosione idrica

## Habitat

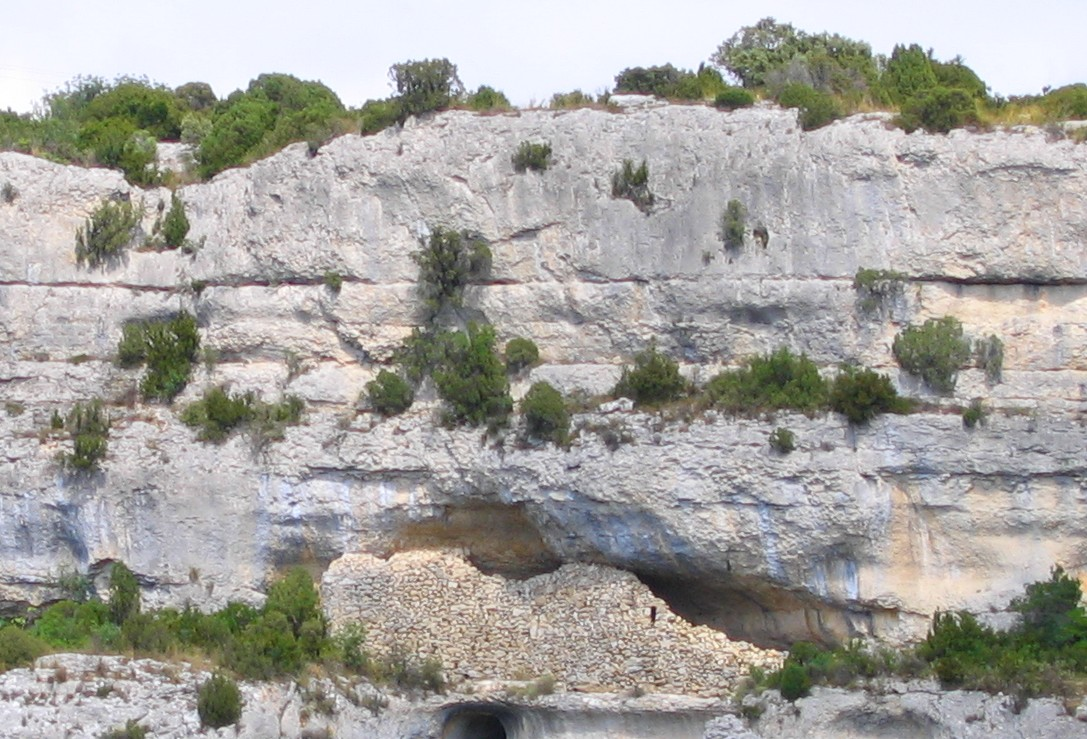
L'Abri di Minerve presenta un muro di recinzione

Questo tipo di cavità, ampiamente aperta e protetta da uno strapiombo roccioso fu spesso occupato dall'uomo preistorico alla ricerca di ripari ventilati e facilmente accessibili, per un uso sia permanente (come habitat o per la sepoltura) che occasionale (come accampamento stagionale, sosta di caccia, laboratorio, ecc.).
L'occupazione di un riparo sotto roccia poteva durare anche migliaia di anni, durante le quali gruppi umani diversi avevano modo di utilizzare il riparo per svariati scopi. I depositi risultanti da queste successive occupazioni si sovrapponevano riempiendo progressivamente il riparo; è proprio scavando questi sedimenti, strato dopo strato e sito dopo sito, che gli archeologi hanno scoperto le tracce del passato, stabilito una stratigrafia e la hanno interpretata, cercando di ricostruire la storia del riparo sotto roccia.
Tuttavia, con il passare del tempo, la sporgenza rocciosa che protegge il rifugio può finire per crollare in grossi blocchi e eventualmente seppellire i suoi occupanti, uomini o animali selvatici. L'erosione può quindi iniziare la formazione di un nuovo riparo roccioso, dietro al precedente. Antichi ripari sotto roccia che hanno perso la sporgenza rocciosa sono oggi divenuti siti archeologici ai piedi della rupe.

## Esempi

### In Europa
Francia
- Abri Cro-Magnon, in Dordogna
- Castel Merle, insieme di ripari sotto roccia in Dordogna
- Abris de Bruniquel, nel Tarn-et-Garonne
- Roc-aux-Sorciers, a Vienna
- Grotta dell'Harpea, nei Pirenei Atlantici
- Abri Pendimoun, nelle Alpi Marittime

Spagna
- Abri Romaní, in Catalogna (Spagna)

### America del Nord
- Groenfeldt Site, in California (Stati Uniti)
- Beaver Creek Rockshelter, nel Dakota del Sud (Stati Uniti)
- Meadowcroft Rockshelter, in Pennsylvania (Stati Uniti)
- Fate Bell Shelter, in Texas (Stati Uniti)

### Asia
- Bhimbetka, nel Madhya Pradesh (India)

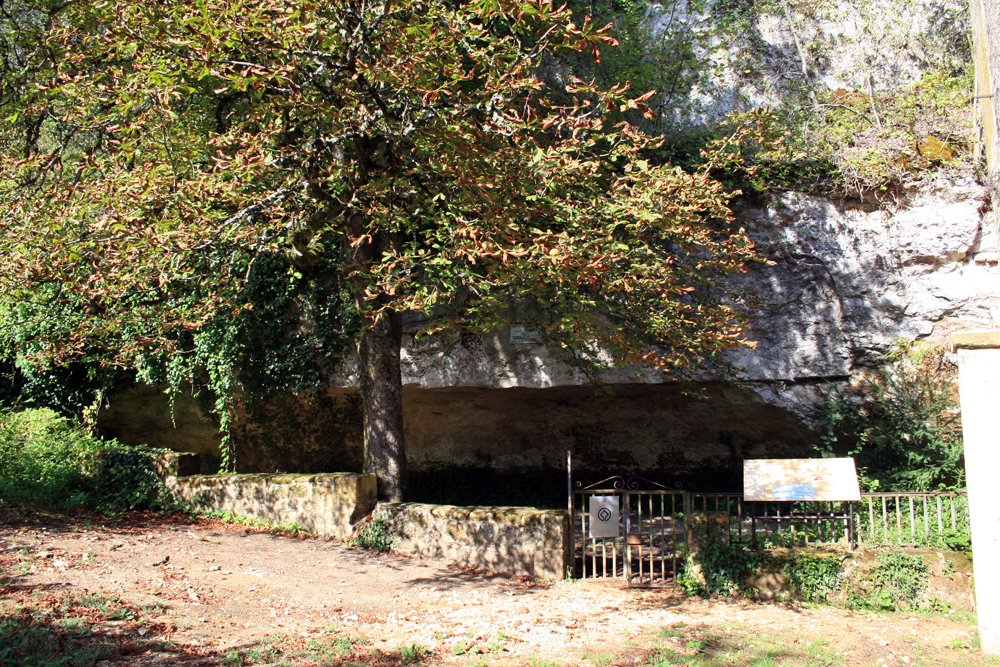
Abri Cro-Magnon, alle Eyzies, Dordogna
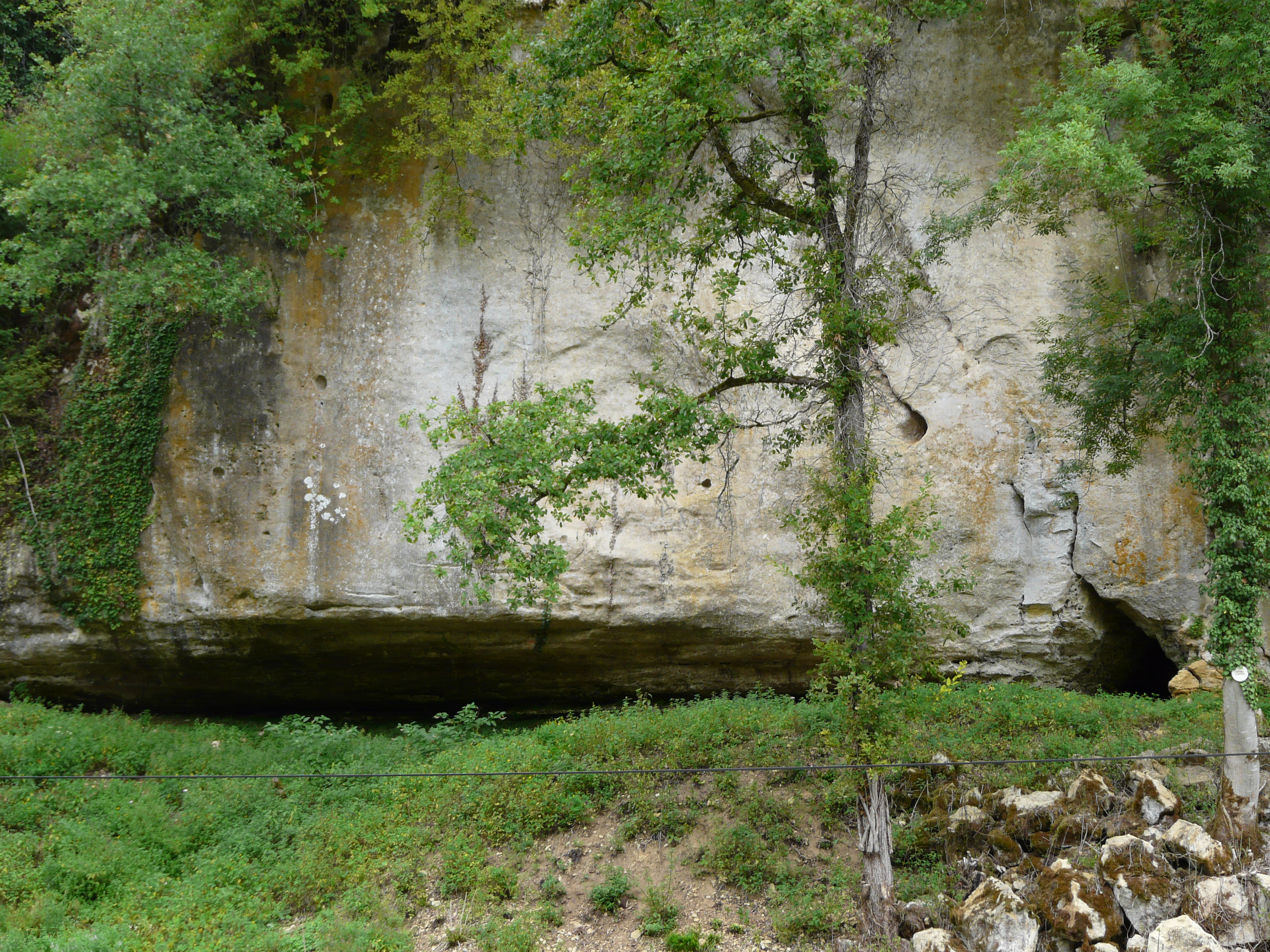
Abri Castanet, a Sergeac, Dordogna
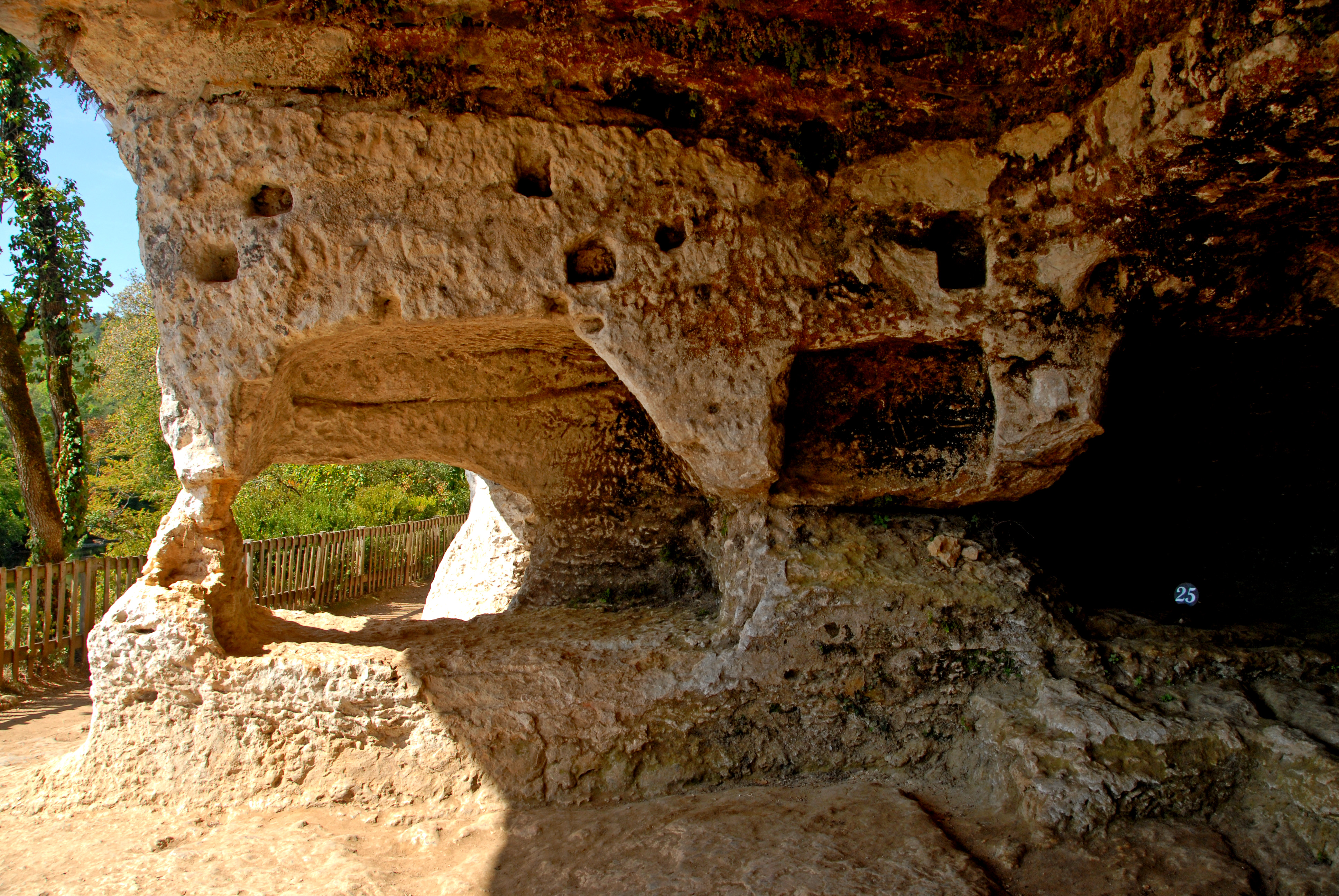
Abri de la Madeleine, a Tursac, Dordogna
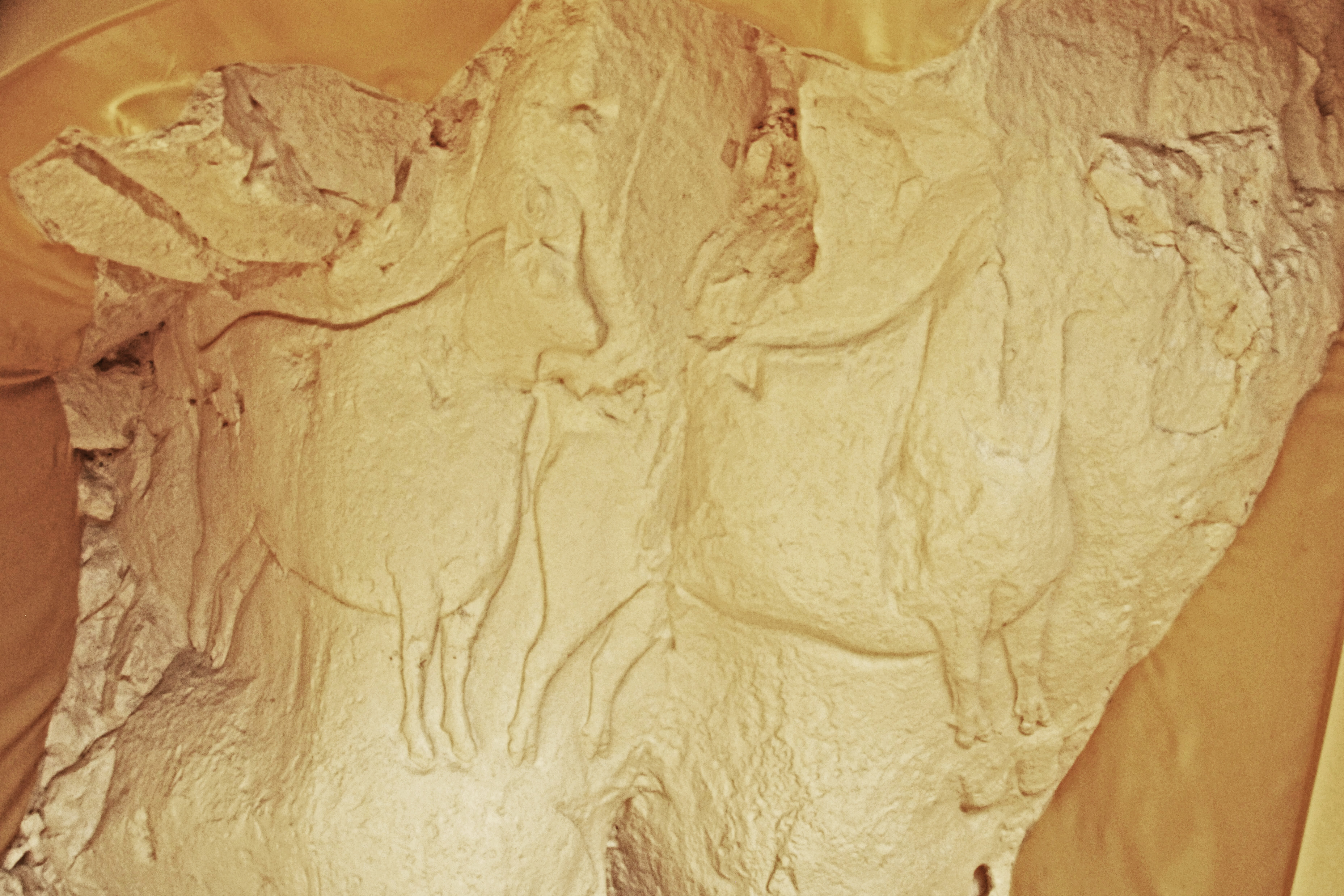
Roc-aux-Sorciers, a Angles-sur-l'Anglin, Vienne
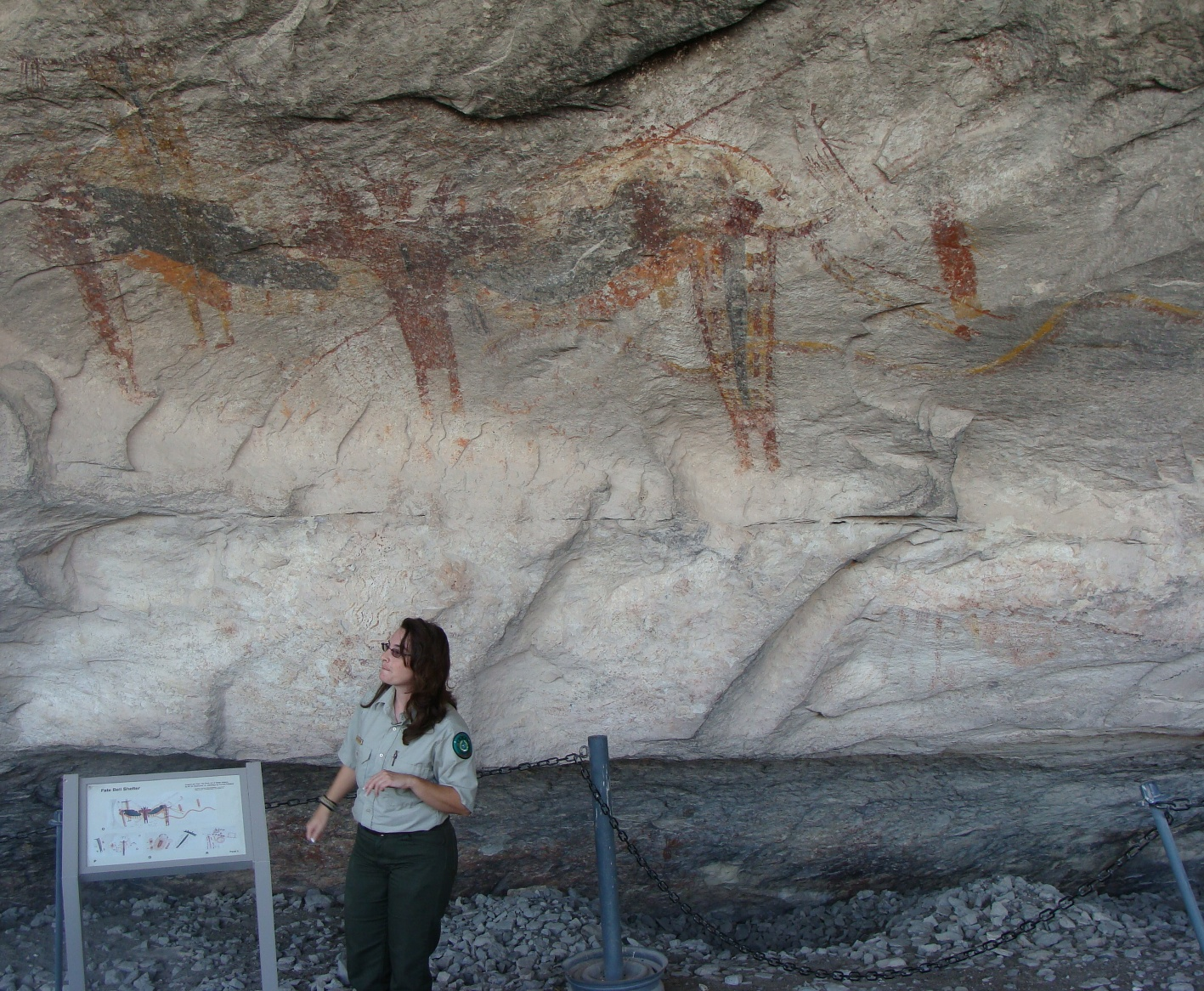
Fate Bell Shelter, Texas